# 中苏交恶

交惡時社会主义陣營國家的分裂選邊，红色为苏联阵营，黄色为中华人民共和国阵营，黑色代表中立，其中柬埔寨雖為中方陣營，不過後來因為被越南占領而瓦解。

中苏交恶（俄语：Советско-китайский раскол），又称中苏决裂、中苏矛盾，是指冷战期间中華人民共和國和苏维埃社会主义共和国联盟发生的外交、军事关系上的疏远甚至對峙衝突，一度到达核战争边缘，中苏关系至冷战末期才逐渐正常化。
中苏分歧同时覆盖国家利益和意识形态層面。1949年中华人民共和国建国后，最初对苏联施行“一边倒”的结盟政策，而双方的分歧大致缘于1956年苏共二十大后，毛泽东等中国共产党高层对时任苏联共产党第一书记尼基塔·赫鲁晓夫的“去斯大林化”做法感到不满，同时毛泽东对核战争的激进态度也引发争议。1958年起，中苏之间发生了一系列导致关系恶化的事件，其中苏联方面向毛泽东提出建立“联合舰队”，但遭到毛泽东等人的抵制，双方会谈沒有結果。1960年中苏论战公开化，苏联突然撤走1390名在华专家、终止600份合同，中苏关系走向破裂。1961年，中国国务院总理周恩来率团出席苏共二十二大时与苏联方面激烈辩论不欢而散，并拒绝参加此后的苏共二十三大，双方出现严重路线分歧。1966年，中国大陆爆发文化大革命，毛泽东号召“反苏修”，中共称苏联为“苏修叛徒集团”，苏联则出版了大量宣传资料批判文革和毛泽东，中苏两国关系彻底冻结。
此后，中苏冲突上升到军事层面，中苏边界冲突加剧，在1969年“珍宝岛事件”中双方爆发大规模军事冲突，此后中華人民共和國與蘇聯在邊界部署了重兵提防對方，苏联一度准备对中国大陆的北京、长春、鞍山、酒泉、西昌、罗布泊等地实行核打击，时任美国总统尼克松进行了干预。面对苏联的核威胁，毛泽东等中共领导层开始谋求与美国和西方阵营发展关系，1971年时任美国国家安全顾问基辛格秘密访华，1972年时任美国总统尼克松访华，1972年中国同英、日、德、澳相继建交。1973-1974年，毛泽东在会见美国总统特使基辛格、日本外务大臣大平正芳时，提出了“一条线、一大片”的构想，即美国、日本、中国、巴基斯坦、伊朗、土耳其、西欧结成准联盟，共同对付苏联的扩张势头。
1960年代末和1970年代，中苏两国已相互变成了最危险的敌人之一。1979年中美建交、中国大陆开始实行改革开放，期间因亲苏的越南入侵柬埔寨推翻了亲中的“红色高棉”政权，重新掌权的邓小平在访问美国后随即发动了为期一个月的对越战争。同年底苏联入侵阿富汗，中方强烈谴责，並抵制了之后的1980年莫斯科奧運會，与此同时1980年中国宣布《中苏友好同盟互助条约》期满后不再续约。1982年，时任苏联领导人勃列日涅夫在塔什干发表讲话，被认为是中苏关系解冻的讯号。至1989年，时任苏共中央总书记戈尔巴乔夫应中国国家主席杨尚昆的邀请访问中华人民共和国，与邓小平等人会面，中苏关系才得以正常化。1991年蘇聯解体，中俄关系基本继承了中苏关系。

## 中苏矛盾缘起

### 前奏
中苏矛盾萌芽于1930年代中共土地革命时期。中国共产党的毛泽东和其他一些领导人认为苏联和共产国际的指示不符合缺少城市工人阶级的中国的国情（因國民政府重軍駐守城市地区，中共在城市发动的工人武装暴动全被國民政府鎮壓），而决定发动农民进行革命。时任苏共中央总书记的斯大林始終不認為毛澤東的方法適合中國革命，而支持瞿秋白、李立三和“二十八个半布尔什维克”領導中國共產黨，把毛澤東排除在中央委員會之外。遵义会议及延安整风后毛泽东掌握党内实权，并在中共七大后成为中国共产党中央委员会主席，而代表苏联路线的“二十八个半布尔什维克”逐渐退出权力中心。自此毛泽东全面執掌中共。即使如此，直到1938年，斯大林仍然不願意承認毛的領導地位。毛澤東認為，共產國際並不瞭解中國，而他的成功並不是靠斯大林的支援而是靠自己的奮鬥，更明言「我們努力解放中國肯定不是為了把本國交給莫斯科」。赫鲁晓夫回忆称，斯大林曾認為毛澤東是個「仿造的馬克思主義者」，對馬克思主義理解有限，缺乏國際眼光，侷限於自己的革命經驗。
1945年8月抗日戰爭即將結束時，蘇聯軍隊向日本宣戰，出兵佔領中國東北。期間蘇聯把20億美元的工業設施當作「戰利品」掠走，並沒收了30億美元的金條和8.5億滿幣。蘇軍把部分日軍武器交予中共軍隊，卻不讓他們控制東北。抗日战争结束後，苏联领导人斯大林希望中共和中国国民党领導的国民政府合作。1945年苏联和中国国民党主导的国民政府签署了《中蘇友好同盟條約》，令毛澤東很不高興。国共內战期间，苏联雖然为中共提供一些武器，卻未有全力支持中共。毛澤東事後認為，是因為沒有聽斯大林要他和蔣介石合作，革命才勝利。

### 意识形态分歧

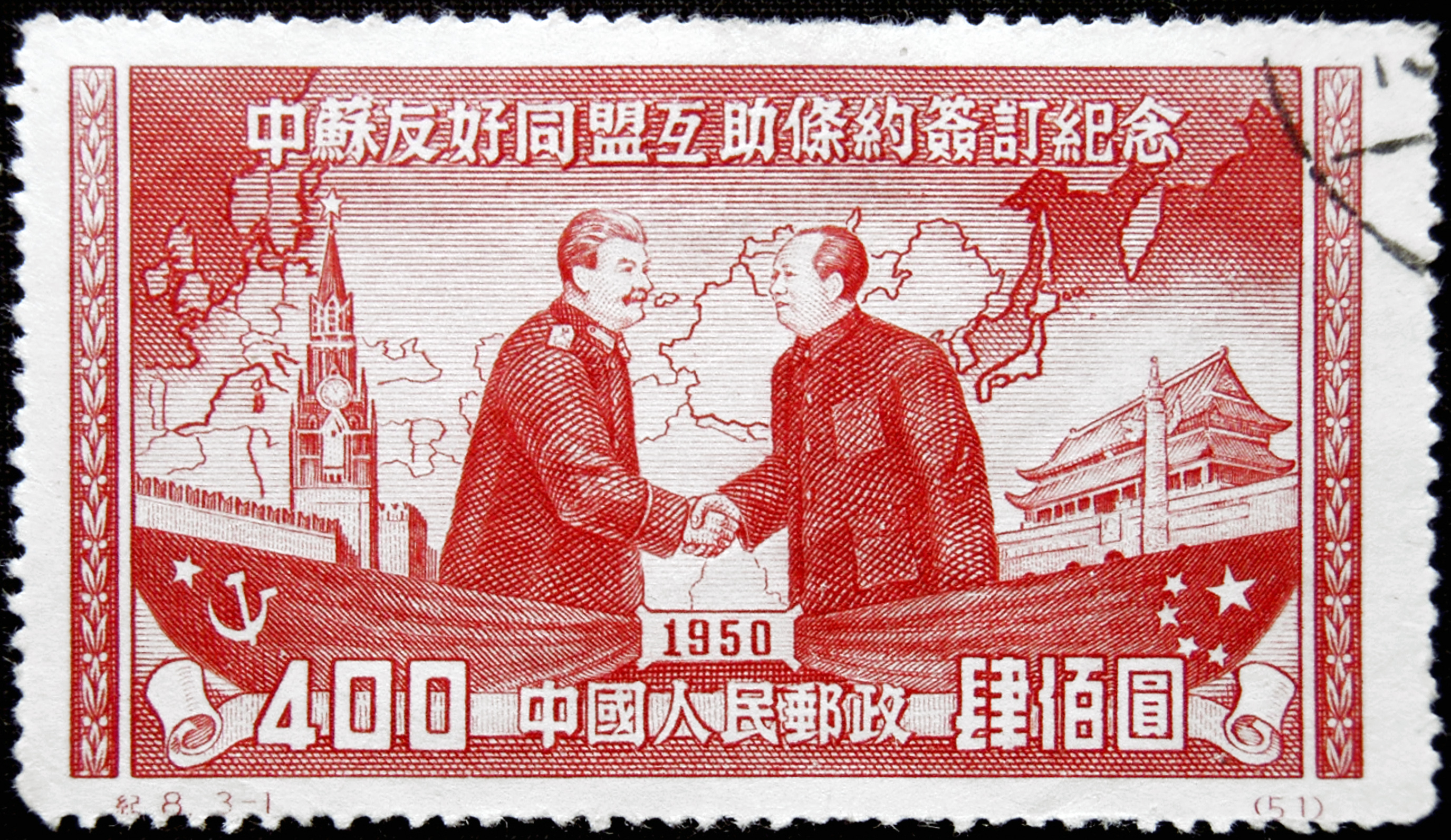
中华人民共和国发行的《中苏友好同盟互助条约》签约纪念邮票

1949年10月，中华人民共和国成立後，苏联成为首个承認中華人民共和國的国家。中華人民共和國奉行“一面倒”的外交政策，即向社会主义国家陣營靠攏，歌曲《莫斯科—北京》還成為建國初期家喻戶曉流行歌。1950年，中苏签订《中苏友好同盟互助条约》，蘇聯開始對中國提供大量技術援助，如援建武漢長江大橋等多項建築計劃，以及著名的156项重点工程，輸出各種技術與人才，「莫斯科—北京軸心」因此形成。毛澤東還於1952年讚揚這個軸心是「持久的、牢不可破的、戰無不勝的」。

尽管如此，中苏两国在意識形態上却有很大的分歧。中国认为“毛泽东道路”，即像中国革命一样，“由工人阶级和共产党领导的全民族反帝联合战线”及“由共产党领导的人民军队，开展持久的武装斗争，从农村包围城市”，是“许多殖民地半殖民地人民争取独立和解放的道路”，这理论“不仅对中国和亚洲具有意义，对世界共产主义运动也具普遍意义”，更认为中国革命才是“殖民地半殖民地的革命经典”。苏联却不认同毛泽东的言论，认为应遵从马克思、列宁和斯大林指引的道路，亚洲人民以中国革命看作样板非常危险。苏联對亞洲地區（特別是東南亞）的革命無直接關係，斯大林更建议中共不要急于准备向南进军到印度支那、缅甸、印度边境。随后斯大林明确表示，目前不宜建立东方共产党情报局。历史学家沈志华认为，苏共官方《真理报》上刊登刘少奇关于武装革命的讲话，只不过是要巩固当时关系微妙的中苏同盟，并使毛泽东在《中苏友好同盟互助条约》中作出让步。

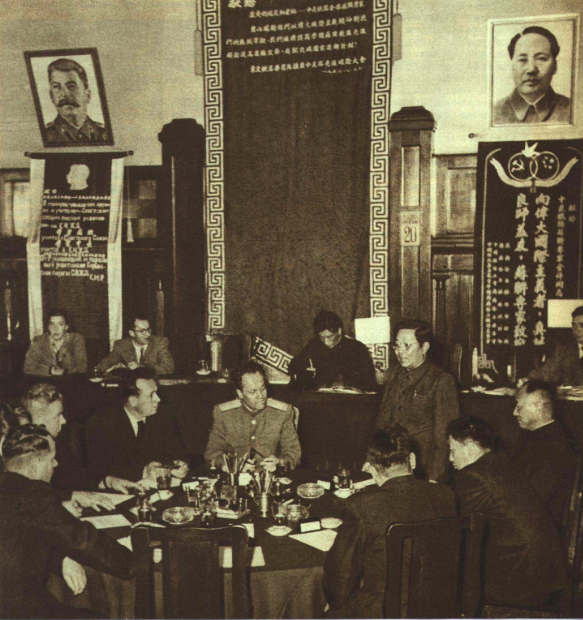
1952年9月，苏联将中国长春铁路转交给中国政府

1949年底至1950年初，毛泽东访苏，其目的主要是废除1945年条约，重新签订《中苏友好同盟互助条约》。斯大林最初反对“改变原有中苏条约的合法性”，苏联租用旅顺口30年“在形式上不能改变”，但可以发表一个声明表示苏联同意从那里撤军。后来，在毛泽东的强硬态度面前，斯大林不得不同意签订新条约。苏联有关部门反复考虑，数易其稿，在周恩来到达莫斯科之前起草了12份有关条约和协定，其中规定，目前在旅顺口和大连港的苏联军队自本条约生效之日起2－3年期限内全部撤回苏联境内，撤军将于1950年开始。最后，经过双方讨论确认的协定规定，缔结对日和约后，不迟于1952年底，苏联军队撤出旅顺海军基地；1952年8月周恩来率中国代表团到莫斯科与斯大林进行会谈，除了解决中国的经济发展计划和朝鲜战争问题，延长苏联在旅顺基地驻军也是讨论的内容之一。会谈中斯大林指出，延长共同使用旅顺海军基地期限的倡议应由中方提出。我们在那里是客人，而客人是不提这种问题的。于是，周恩来建议以互换照会的方式，由中国政府向苏联提出相应的请求。9月15日，中苏交换了《关于延长共同使用中国旅顺口海军基地期限的换文》。

### 去斯大林化前后

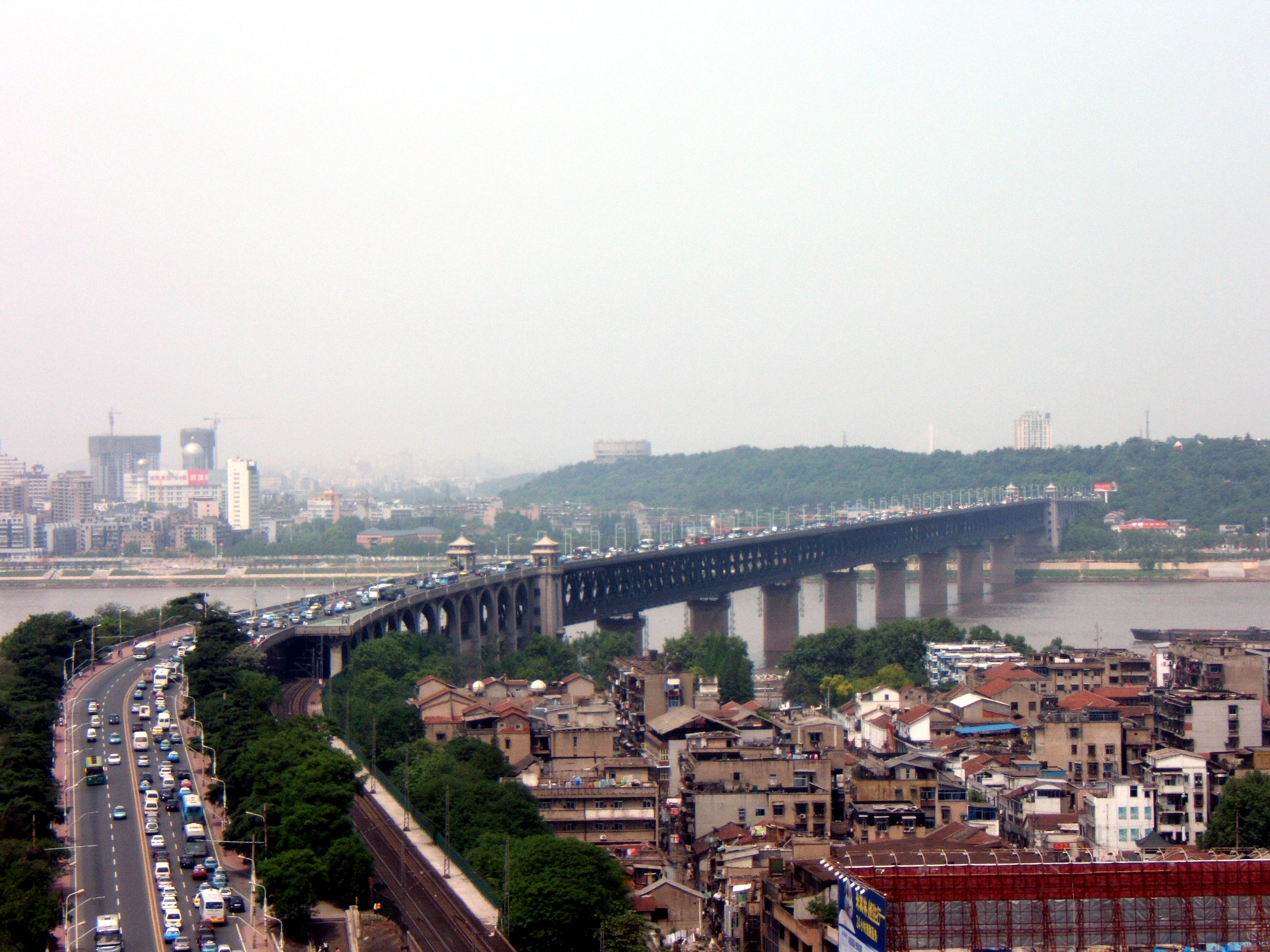
1955年到1957年间苏联援助建设的武漢長江大橋

1952年朝鲜战争期间，苏联拒绝了中国大陆关于援助研制核武器的请求，中方的研发计划因此搁浅。1953年3月斯大林逝世，中华人民共和国为表示悼念，将北京天安门城楼上的毛泽东肖像更换为斯大林肖像，为期一天。1954年10月，新任苏共中央第一书记赫鲁晓夫访华，虽然他未同意毛泽东关于援助中国研发核武器的再次请求，认为只要有苏联的核保护伞即可，但还是同意帮助中国建立一个小型实验性核反应堆，和平利用原子能。1955年，苏联将军港旅顺归还中国。斯大林的去世使苏联党内围绕继承人的问题展开了激烈的斗争，赫鲁晓夫特别需要得到中共的支持，因此在1958年兼任部长会议主席之前，赫鲁晓夫主要是利用党的渠道向中国通报各种情况，以求得到中国领导人的理解和支持，同时也通过这条渠道推动向中国提供大量经济的和军事的援助。而赫鲁晓夫将旅顺口交还中方，以及同意援助中国大陆发展原子能技术，正是在这样的背景下发生的。
1956年2月，在苏联共产党第二十次代表大会上，赫鲁晓夫批判了对斯大林的个人崇拜，发表《关于个人崇拜及其后果》的演说，提出「三和路线」。之后苏联和从前斯大林批判的铁托领导的南斯拉夫建交。赫鲁晓夫对斯大林本人政策的全面批判，极大的伤害了同为独裁体制和个人崇拜受益者的毛泽东的个人感情，让其开始担心党内会出现“中国的赫鲁晓夫”，对自己进行全面否定，成为了中苏交恶的关键原因。此后毛泽东对苏联提出的种种对华合作主张，如“联合舰队”“长波电台”，变得怀疑和反对。
一般认为，赫鲁晓夫对马列主义中的资本主义和社会主义之间不可调和的冲突的修改，让中共不悦。但中国历史学家沈志华认为，事实上，在1954年的日内瓦会议时，中共还强令北越代表接受与南越划北纬17度线而治的提案。因而苏共二十大时，中苏还未因与资本主义阵营的妥协而产生分歧。
1957年苏联爆发“六月事件”，赫鲁晓夫遭到苏共党内势力的强力挑战，最终在与马林科夫、莫洛托夫为首的“反党集团”的斗争中获胜。7月初，赫鲁晓夫派米高扬访华寻求中共中央支持，鉴于赫鲁晓夫在政治上有求于中方，毛泽东、聂荣臻等人在表态支持赫鲁晓夫的同时借此交涉核技术援助，获得苏方同意。据解密的苏联档案，赫鲁晓夫不顾苏联军方的坚决反对，决定向中国提供原子弹生产技术，并帮助中国大陆建立核工厂。

## 外交冲突及论战

### 联合舰队及台海危机

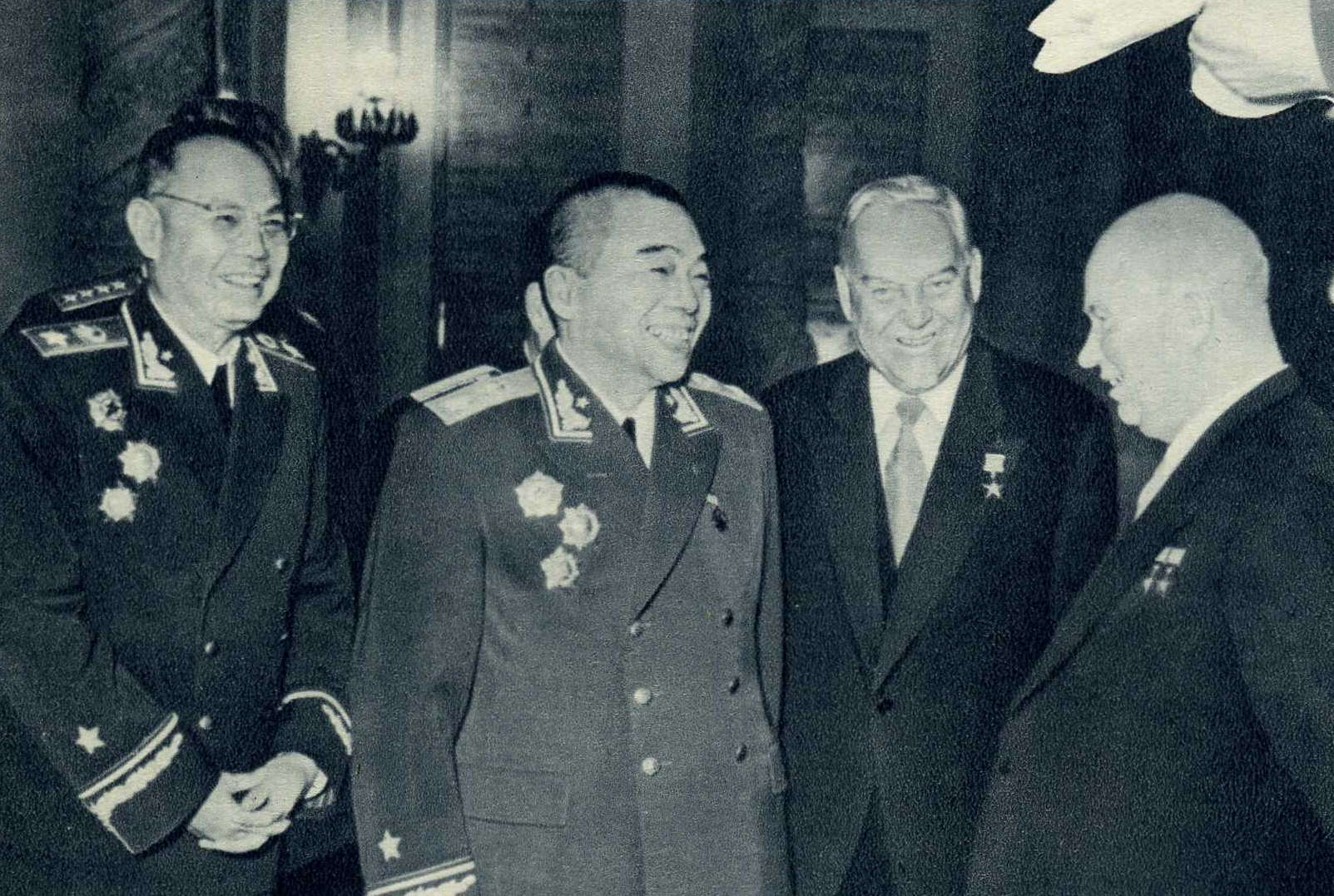
从左到右：叶剑英、彭德怀、布尔加宁、赫鲁晓夫（摄于1958年）

1957年10月，中苏签订《中苏国防新技术协定》，规定苏方为中方提供有关原子能、原子弹、导弹等多方面的援助。1958年4月和7月，苏联则提出要在中国领土上建设用于军事的长波电台，并在中国领海和中方组建“联合舰队”或“共同舰队”。7月31日，赫鲁晓夫秘密访华，在建立“联合舰队”以及中国是否要发展核武器等问题上，与毛泽东产生分歧。8月，中國人民解放軍炮击金门，引发第二次台海危机，事先未通报苏联，引发赫鲁晓夫不满。9月24日，解放军意外获得了中華民國空軍发射的美制响尾蛇导弹，但一度拒绝移交给苏联，引起苏方不满，甚至可能极大地伤害了赫鲁晓夫的个人感情。
在建设长波电台问题上，毛泽东认为这牵涉主权问题，提出中方出一半资金，苏联出另一半资金和全部技术，但长波电台主权属于中国，被苏联拒绝。而组建联合舰队一事，毛泽东则认为苏联企图军事控制中国。中共当时海军十分薄弱，即使组建联合舰队也无能力共享苏联的海岸线。毛泽东后来在回忆这件事时说：「事实上同苏联闹翻是1958年，他们在军事上控制中国，我们不干。」 赫鲁晓夫则无法理解毛泽东的激烈反应，特别是苏联刚答应提供给中国潜艇技术的前提下，他说“北大西洋公约组织国家间在互相供应、合作上不存在任何困难，而我们竟连这么简单的一件事都不能取得一致意见。”
中国历史学家沈志华认为，事实上毛泽东之所以对“联合舰队”之事大发雷霆，是为了把赫鲁晓夫骗到北京。在赫鲁晓夫秘密访华与毛泽东会谈之后，毛泽东突然提出就这次会谈发表一个联合公报。8月3日的联合公报强调：“双方就……解决国际问题……取得了完全一致的意见。”而其实双方在会谈中并没有谈及任何“国际问题”。而就在联合公报发表后的8月23日，解放军炮击金门。美国和中华民国方面自然认为这是赫鲁晓夫和毛泽东共同商量好的军事行动。然而，事实上，毛泽东从未向赫鲁晓夫透露过炮击金门之事，在炮击金门之前赫鲁晓夫一直被蒙在鼓里。毛泽东其实是狐假虎威，赫鲁晓夫被毛泽东利用了。这件事后来成为中苏分歧的重要诱因。在党政合一的政治体制下，在国家关系混同于党际关系的状态下，社会主义同盟中各国主权的完整性就很难得到保证。同时，这种关系范式压抑了同盟各国追求独立发展的民族感情和心理，表面的团结统一往往掩盖了同盟内在的不稳定因素。

### 苏联反对人民公社

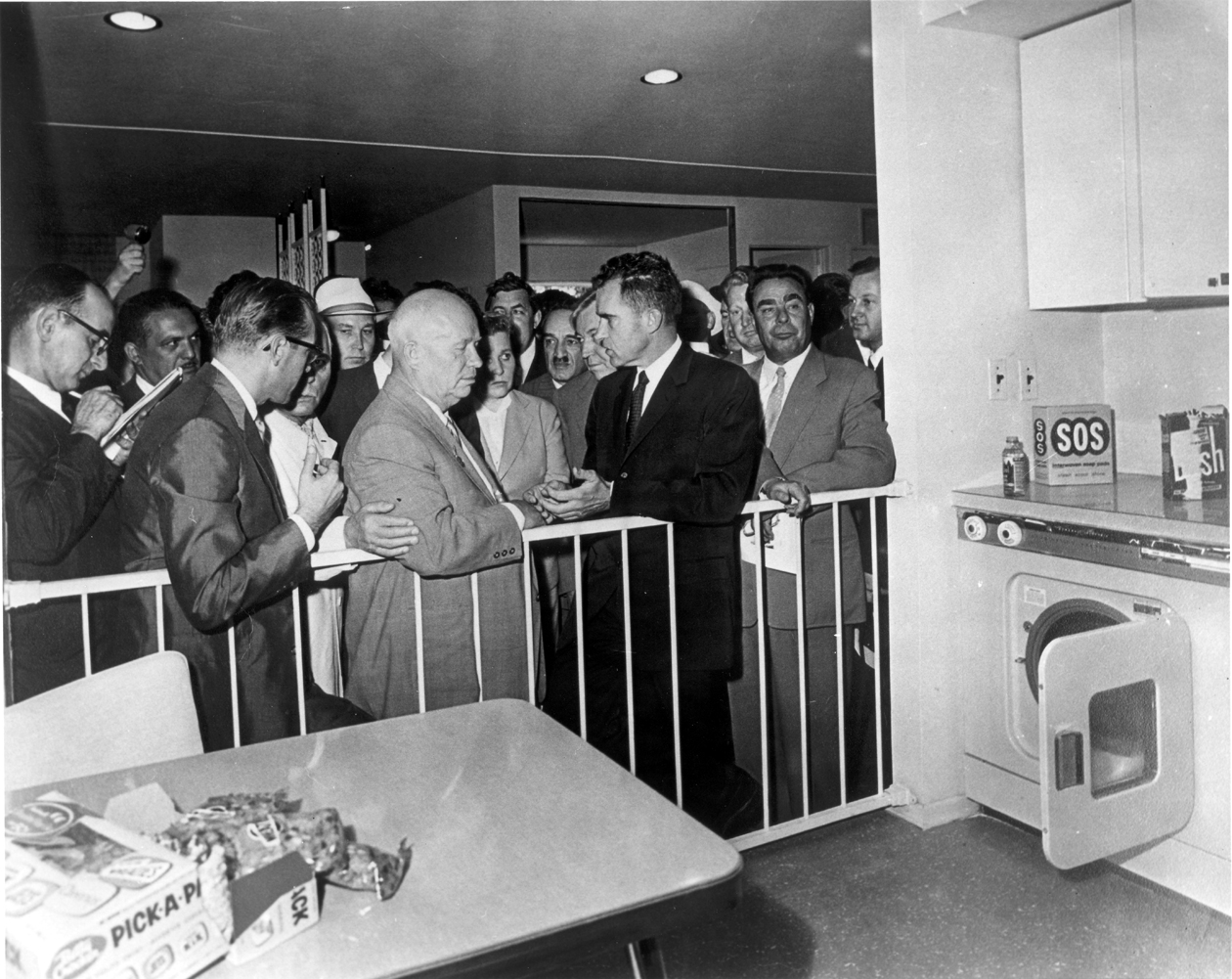
1959年7月24日，苏联领导人赫鲁晓夫同时任美国副总统尼克松在莫斯科进行了一场即兴的“厨房辩论”。

中国大陆“大跃进”和人民公社化运动刚发起时，时任苏联领导人赫鲁晓夫等人虽不赞成，但在表面上采取了既不称赞也不批评的态度。1958年11月30日，赫鲁晓夫在与波兰领导人哥穆尔卡会谈时称：“中国人现在正在组织公社。在我国这在30年前就曾有过，对这个我们腻了。可是中国人嘛，就让他们去尝试吧。当他们碰得头破血流时，就会有经验了。” 同年12月17日，《华盛顿邮报》刊载文章披露了美国参议员休伯特·汉弗莱12月4日在克里姆林宫与赫鲁晓夫的谈话，汉弗莱就中国公社问赫鲁晓夫苏联是否打算追随中国的榜样时，赫鲁晓夫称：
公社制度今天对俄国是不适宜的。无论如何这个词是用错了，不知道为什么中国人选用了这个词，因为‘公社’一词起源于法国大革命时代，它是一种城市的而不是农村的管理形式。无论如何，中国的制度实际上是反动的。苏联很久以前就曾尝试过公社制度，但是行不通，而现在苏联采取的是物质刺激的方法。
1959年1月，《纽约时报》在苏联官员阿那斯塔斯·米高扬访美期间，发表了哈里森·索尔兹伯里撰写的特稿《米高扬说，公社在苏联的实验中失败了》，其中称苏联放弃了最近在共产中国所建立的那种纯粹公社的工作。而苏联报刊从1959年开始公开报道苏联领导人对人民公社的看法，1959年7月21日，苏共机关报《真理报》刊载赫鲁晓夫在波兰波兹南省波拉夫采生产合作社群众大会上的讲话，讲话中称，公社在苏联建立过于草率，“尽可能幹，按需拿”这样的公社“没有什么成绩”，集体农庄才是农民“亲切的家”。值得注意的是，波兰的报纸发表时删去了此段话，而《真理报》则全文发表，对此国防大学教授、中共党史研究人员林蕴晖认为，这明显是讲给中国“兄弟”听的。
中国历史学家沈志华认为，中苏决裂的原因在于到1958年底，“毛泽东不仅坚信中共已经找到了向共产主义直接过渡的正确途径，而且感觉到，通过‘大跃进’和人民公社化运动，中国将比苏联更快地进入共产主义者的理想社会。” 但苏联觉得如果赞成人民公社，就会欺骗国际工人运动，因此1959年7月《真理报》发表了赫鲁晓夫隱晦的检讨了苏联1920年代在农村建立公社的错误，但此举卻激怒了正在1959年庐山会议上批判彭德怀的毛泽东。1959年8月1日，毛泽东将赫鲁晓夫讲话材料批给中联部部长王稼祥时说:“我写了几句话，其意是驳赫鲁晓夫的。将来我拟写文宣传人民公社的优越性。一个百花齐放，一个人民公社，一个大跃进，这三件，赫鲁晓夫们是反对的，或者是怀疑的。我看他们是处于被动了，我们非常主动，你看如何？这三件要向全世界作战，包括党内大批反对派和怀疑派。”

### 中苏论战及终止援助
1959年6月，苏联以正在和美国、英国谈判关于禁止核武器试验的条约为由，暂缓对中国大陆的核项目提供核武器样品和技术资料，此后中国专家只能利用苏方的图纸与设备继续自己研制原子弹。8月中印边境纠纷，即“朗久事件”，未经和中国沟通苏联塔斯社发表对中印冲突中立的声明，拒絕支持中國。9月15日-27日，赫鲁晓夫访问美国，与时任美国总统艾森豪威尔举行峰会进行和解，苏联此举是为了缓和国际紧张局势、消减核战争的威胁。9月30日，赫鲁晓夫访华，参加中华人民共和国建国十周年活动，期间要求中国政府释放被捕的5名美国人，但遭到中方反驳，与此同时赫鲁晓夫和毛泽东、周恩来、陈毅等中共领导人在西藏达赖喇嘛问题、台海危机、中印边界纠纷、“大跃进”等问题上发生争论。10月6日，赫鲁晓夫刚回到苏联西伯利亚的海参崴即发表讲话，影射毛泽东和中国是“好斗的公鸡”。
1960年4月22日，中共发表了《列宁主义万岁》等三篇文章，公开点名批评了南斯拉夫修正主义，实际矛头则指向赫鲁晓夫。5月，美苏之间发生“U-2击坠事件”，对美苏关系造成不良影响，此次事件后邓小平在中央书记处会议上传达了毛泽东的看法，毛认为“从这两年的情况看，赫鲁晓夫在重大问题上是彻头彻尾的修正主义，...但总的来说，可以说他是半修正主义。” 1960年6月下旬，在罗马尼亚首都布加勒斯特召开国际共产党会议以及罗马尼亚工人党第三次全国代表大会，苏共在五十多个国家共产党参加的布加勒斯特会议上组织围攻彭真率领的中共代表团，抨击中国的“大跃进”等政策，批评中共“教条主义”、“宗派主义”、“左倾冒险主义”，试图在理论上压服中共。时任苏联领导人赫鲁晓夫批评：“你们搞大跃进，可是人民没有裤子穿，穷得要命。” 但遭到中方反击，中共代表团在6月26日散发了一个书面声明，指责赫鲁晓夫在会议中的作法在国际共产主义运动中开了极端恶劣的先例。1960年的布加勒斯特会议是中苏关系的一个转折点，自此中苏论战走向公开化，两党关系走向破裂。
1960年7月16日，苏联政府正式照会中国外交部，至9月1日将召回全部在华工作的苏联专家、共1390人，銷毀部分技术图纸，从而撕毁了与中国合作的几乎所有经济合同，其中343项技术援助合同被取消、257项科技合作项目被中止。中国认为苏联“背信弃义、撤走专家、逼债”，并把“三年困难时期”部分归咎于此。但事实上，中国继续大跃进“炼争气钢”、坚持大跃进的错误做法是苏联撤走专家的原因之一。早在1958-1959年，中國已普遍出現了輕視、不尊重蘇聯專家，認為其思想保守的情况。

#### 论战实质：中苏争夺领导权
学术界关于导致中苏分裂决定性因素的分析，主要表现为“意识形态分歧论”和“国家利益冲突论”。 李朝军、沈志华等研究者认为，延续近十年的中苏大论战的实质是争夺领导权的斗争。李朝军指出，论战发展演变的过程极其複杂，所及十分广泛。但是，对马列「正统」地位的争夺和对国际共产主义运动领导权的争夺是中苏双方的主要和最终旨趣。因此，中苏双方都不遗余力的投入精力，都毫不含糊的视对方为「异端」。沈志华、李丹慧通过对中苏两党、两国关系演变过程的考察，提出“结构失衡论”。其一，社会主义阵营领导结构发生变化以后，中苏两党平起平坐，争夺话语权就成为中苏两党解决他们之间路线和政策分歧的基本手段，而目标则在于国际共运的主导权。其二，党际关系掩盖甚至替代了国家关系，在这种结构中，从本质上讲没有主权意识，没有平等观念。这种结构性缺陷成为中苏同盟必然走向破裂的深层原因。 
苏共有两块正统的「金字招牌」：一个是列宁主义的党；一个是第一个社会主义国家，并且正在向共产主义过渡。他们把苏共二十大以来的纲领作为列宁主义的正统，从这个正统出发，给中共扣上了「教条主义」和「左倾机会主义」的帽子。中国方面则认为，苏共对马克思列宁主义作了「右」的修正，只有自己的理论才代表并捍卫着马克思列宁主义的纯洁性。从中国方面的正统观点来衡量，给苏共扣上了「修正主义」和「分裂主义」的帽子，并且认为苏联全面复辟了资本主义。

#### 路线分歧及核战言论
1960年起的中苏论战，焦点之一在于路线问题。苏联共产党认为，现代核战争会导致世界大战和人类灭亡，使共產主義的勝利變成毫無意義之事，故和平共处是唯一选项，而拥有优越的社会主义制度的社会主义国家可以在经济竞赛中彻底战胜资本主义。中国共产党则认为，新的世界大战不可避免，在战争中将灭亡的是帝国主义，而不是人类，社会主义将获得胜利。中共认为苏共是修正主义、分裂主义，苏共认为中共是教条主义、左倾机会主义。

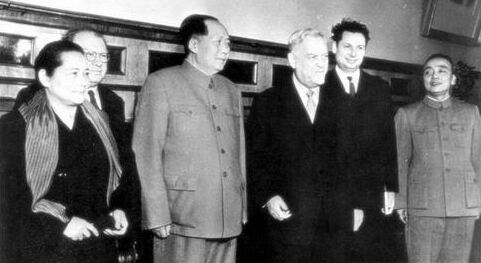
1957年11月毛泽东率中国代表团访问苏联期间的合影。从左至右：宋庆龄、帕维尔·尤金、毛泽东、尼古拉·布尔加宁、费德林、杨尚昆。

有文献记载，早在1956年4月，毛泽东在接见南斯拉夫新闻工作者代表团时曾说道：“我们中国有六亿人口，原子弹杀死掉一半，还有三亿人口，有二、三十年又恢复过来了。” 1957年10月，苏联先于美国成功发射了人类第一颗人造卫星；11月，毛泽东率中国代表团访问苏联参加共产党和工人党国际会议，针对以美国为首的“帝国主义”，毛泽东认为既然社会主义阵营力量强大，则无需谈判，说道：“大不了就是核战争，核战争有什么了不起，全世界27亿人，死一半还剩一半，中国6亿人，死一半还剩3亿，我怕谁去。” 赫鲁晓夫在其回忆录中提到，毛泽东的发言使得会场上出现坟墓般沉默，捷克斯洛伐克、波兰等国的共产党领导人此后对毛的言论提出了不满和批评，时任捷共第一书记诺沃提尼说：“毛泽东同志说他们准备损失6亿人口中的3亿。那我们怎么办？我们只有1200万人。” 中国历史学家沈志华认为，毛泽东的言论惊吓了一些东欧国家的领导人，导致后来很多东欧国家不再跟着中国走，他们认为毛泽东提出的政策太具冒险性、太具战斗性，但苏联在之后的中苏论战中也有意歪曲中方观点。 1958年5月，毛泽东在中共八大二次会议上再次提到：“打原子仗，我们死一半还有三亿人口。... 原子仗现在没经验不知要死多少。最好剩一半。次好剩三分之一。二十几亿人口剩几亿，几个五年计划就发展起来，换来了一个资本主义全部灭亡。取得永久和平，这不是坏事。” 中华人民共和国政府官方则认为“死3亿人”是苏联在污蔑中方，其引用的毛泽东讲法是：
现在还要估计一种情况，就是想发动战争的疯子，他们可能把原子弹、氢弹到处摔。他们摔，我们也摔，这就打得一塌糊涂，这就要损失人。问题要放在最坏的基点上来考虑。我们党的政治局开过几次会，讲过这个问题。现在要打，中国只有手榴弹，没有原子弹，但是苏联有。要设想一下，如果爆发战争要死多少人。全世界二十七亿人口，可能损失三分之一；再多一点，可能损失一半。不是我们要打，是他们要打，一打就要摔原子弹、氢弹。我和一位外国政治家辩论过这个问题。他认为如果打原子战争，人会死绝的。我说，极而言之，死掉一半人，还有一半人，帝国主义打平了，全世界社会主义化了，再过多少年，又会有二十七亿，一定还要多。我们中国还没有建设好，我们希望和平。但是如果帝国主义硬要打仗，我们也只好横下一条心，打了仗再建设。

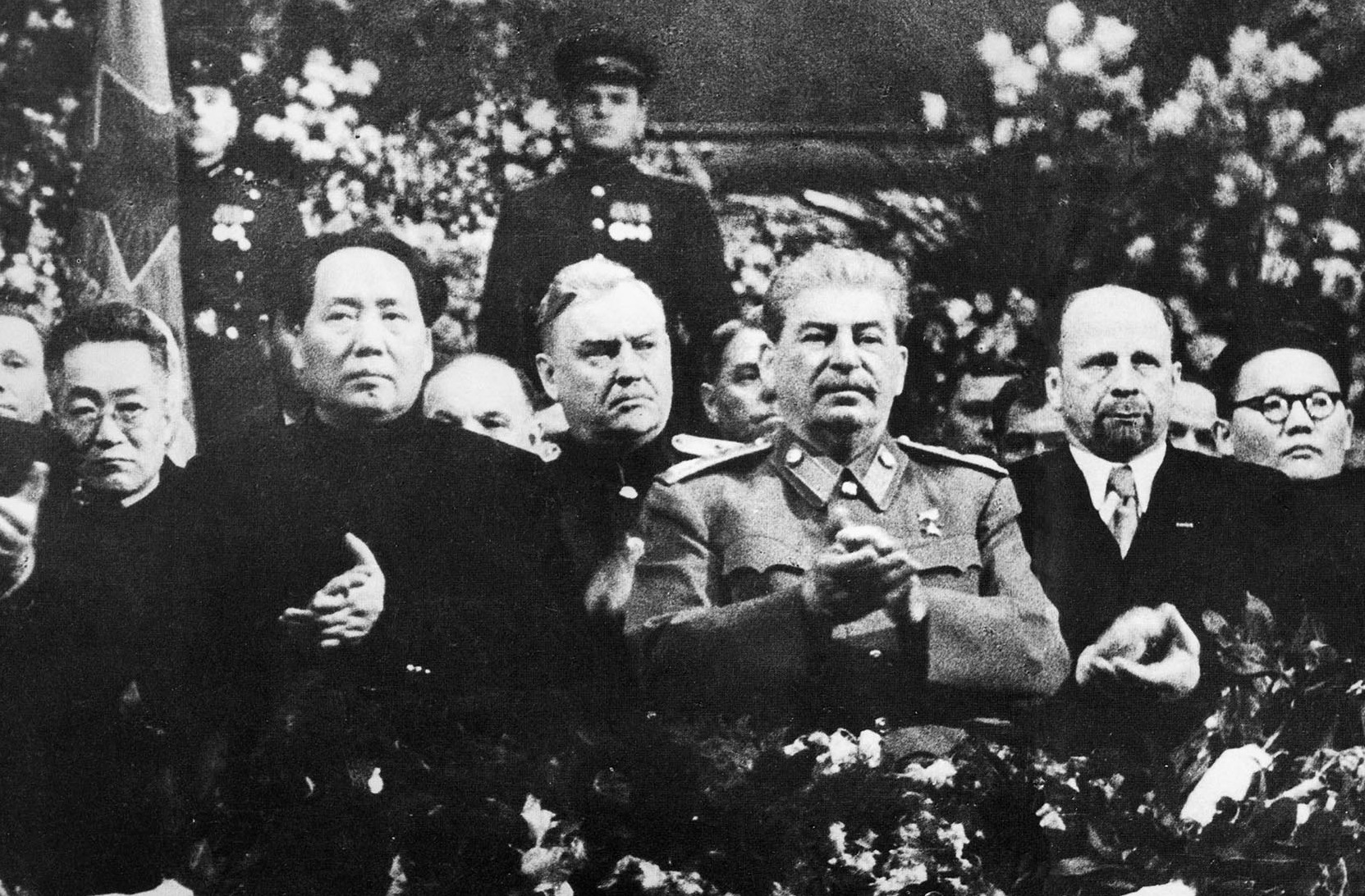
1949年12月，毛泽东（左前）在莫斯科参加斯大林（右前）的生日宴会。1953年斯大林去世后，毛泽东评价斯大林功过“七三开”、捍卫斯大林，与斯大林的继任者赫鲁晓夫产生分歧。

至1960年11月，在莫斯科举行的有81个国家代表参加的“共产党和工人党国际会议”上，以及1961年10月在苏联共产党第二十二次代表大会上，苏共否定斯大林、主张「两全路线」，还公开批判和中共关系密切的阿尔巴尼亚劳动党是教条的斯大林主义、号召推翻霍查，1961年底苏联和阿尔巴尼亚断交。其中在1961年的苏共二十二大上，中共代表周恩来当场予以严厉批评与驳斥，并率代表团提前回国，以示抗议。毛泽东认为“斯大林是三分错误，七分成绩，总起来还是一个伟大的马克思主义者……三七开的评价比较合适。” 中国认为否定斯大林是丑化国际共产主义运动，给帝国主义者以可乘之机；苏联则认为要解除个人迷信给苏联带来的沉重影响，让苏联更好地发展。此外，据赫鲁晓夫回忆，他之所以从苏共二十二大起逐渐开始批驳毛泽东的做法，不仅是因为意识形态方面的对立，还因为中方在边界谈判中漫天要价。
中苏论战期间，1962年4月起，中华人民共和国两位开国少将祖农·太也夫、马尔果夫·伊斯哈科夫以及超6万边民从新疆边境叛逃苏联，史称“伊塔事件”。该事件导致中国加速遣返苏侨的行动，以清除苏联在新疆的影响，1962年下半年，中国撤销了苏联驻新疆、黑龙江等四地的领事馆，并撤销了苏联驻华商务机构。1962年夏，毛泽东等人将中联部部长王稼祥提出的争取和平国际环境、避免中苏关系公开破裂等对外工作观点，总结为“三和一少”并进行批判，王稼祥此后遭撤职。同年10月，美苏之间爆发“古巴导弹危机”，毛泽东及中共批判苏联在危机中退缩，认为赫鲁晓夫“在战略上犯投降主义的错误”、“在战术上犯冒险主义的错误”，苏联、捷克共产党人则认为中共的立场会导致核战争。而与此同时，在10月至11月的中印边境战争期间，苏联则与美国一同选择支持印度。
1963年3月30日，苏共中央给中共中央的来信中，特别提出了苏共的「三和」、「两全」和「三无」的国际共产主义运动总路线，而后6月14日，中共中央在给苏共中央的复信中提出了与苏共根本对立的总路线。1963年7月6日至20日，中共代表团和苏共代表团在莫斯科举行会谈，中方代表团团长是邓小平、副团长是彭真，与苏共的苏斯洛夫、波诺马廖夫等展开了激烈争论。在会谈期间，7月14日苏共中央发表《给苏联各级党组织和全体共产党员的公开信》，对中共的复信进行全面系统的攻击。对此，毛泽东从1963年9月6日至1964年7月14日亲自主持发表了九篇评论苏共中央《公开信》的文章，即“九评苏共”，两党之间的论战达到顶峰，双方从内部争论发展到公开论战，导致国际共产主义运动的分裂和瓦解，有研究人员甚至认为，中共的《九评》是国际共运由盛而衰的转折点。
另一方面，因古巴导弹危机、中印边界冲突等一系列事件，1960年代初的美国政府认为中华人民共和国比苏联更为激进、好战，一度想阻止中国大陆的核武器研发。1963年7月，时任美国总统约翰·肯尼迪试图说服赫鲁晓夫禁止中国的核武器试验和开发，并协同合作对中国大陆的核设施采取军事行动，但未获得赫鲁晓夫的同意。而苏联随后于8月与美国、英国签署了《部分禁止核试验条约》，限制核武器试验，也使中苏关系雪上加霜，促使中华人民共和国于次年1月迅速与另一个西方核大国法国建交。

### 中苏领土争端

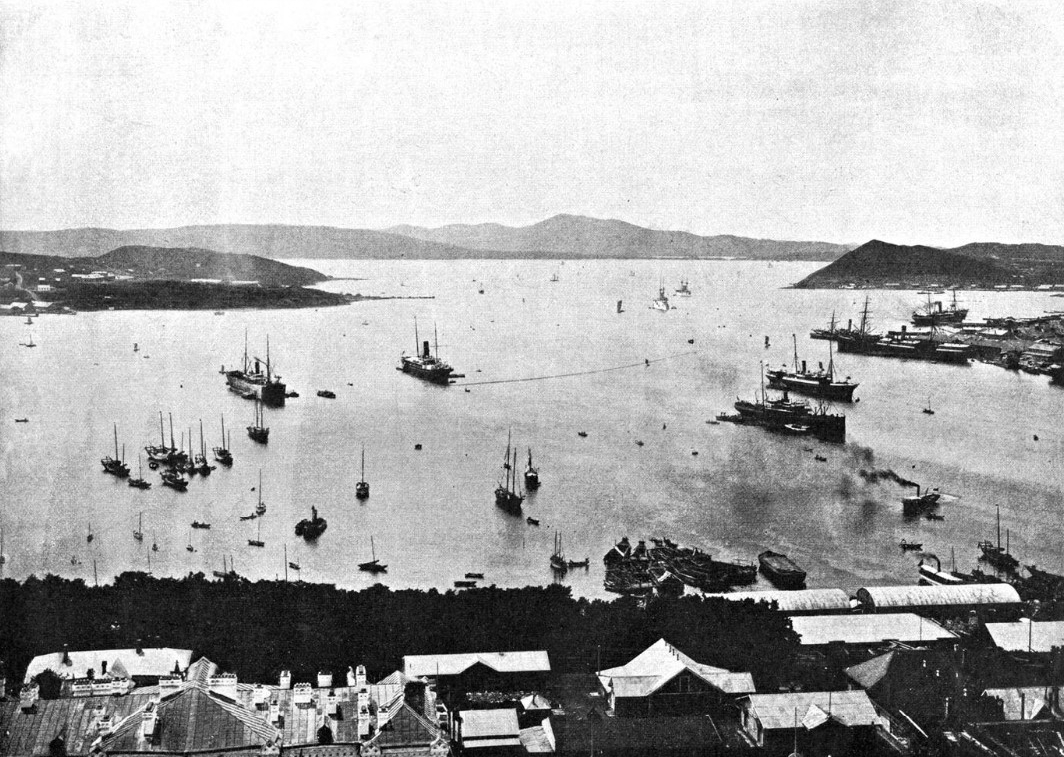
远东地区的海参崴于1860年被割让给俄国，俄国将其命名为“符拉迪沃斯托克”（图片摄于1904年）。斯大林统治时期，当地华人遭到迫害甚至被杀害。

历史上，清政府于1858年、1860年和1881年与俄罗斯帝国先后签订了《瑷珲条约》、《中俄北京条约》、《伊犁条约》等数个不平等条约，被夺取大量领土。中华民国时期，苏联煽动外蒙古脱离中国而独立，外蒙古成为苏联一个卫星国。至中华人民共和国时期，北京出版的历史教科书认为，中国的边疆领土包含了远东地区的滨海边疆区、海参崴、库页岛等地以及哈巴罗夫斯克边疆区和阿穆尔州的大部分地区，这种地理上的重新解释实际上将中国边境推入苏联境内300英里，引来苏联谴责毛泽东像希特勒般寻求“生存空间”。据中国大陆方面统计，从1964年10月到1969年3月，苏联共侵犯中国边境4189次。
1964年2月23日至8月22日，中国和苏联在北京东交民巷40号进行了边界谈判，但谈判无果而终。中方代表团团长为外交部副部长曾涌泉，副团长为外交部苏联东欧司司长余湛，苏方代表团团长为帕维尔·泽里亚诺夫、副团长为苏联驻华大使馆参赞伊利亚·谢尔盖耶维奇·谢尔巴科夫。5月初，泽里亚诺夫乘飞机回到苏联和赫鲁晓夫会谈，赫鲁晓夫同意全面迎合中国。7月初，谈判取得重大进展，中苏同意在以黑龙江、乌苏里江为界的地段，以两江主航道的中心线为界。中国一侧的400多个争议岛屿，以及约600平方公里的争议水面划归中国。珍宝岛等岛屿均归属中国。但7月10日，毛泽东与日本社会党人佐佐木更三、黑田寿男、细迫兼光会面，一日本代表就要求归还被苏联占领千岛群岛征询毛泽东的看法。毛泽东讲：“苏联占的地方太多了。在雅尔塔会议上就让外蒙古名义上独立，名义上从中国划出去，实际上就是受苏联控制。外蒙古的领土，比你们千岛的面积要大得多。我们曾经提过把外蒙古归还中国是不是可以，他们说不可以……有人说，他们还要把中国的新疆、黑龙江划过去。他们在边境增加了兵力。我的意见就是都不要划。苏联领土已经够大了。有两千多万平方公里，而人口只有两亿。你们日本人口有一亿，可是面积只有三十七万平方公里。一百多年以前，把贝加尔湖以东，包括伯力、海参崴、勘察加半岛都划过去了。那个账是算不清的。我们还没有跟他们算这个账。所以你们那个千岛群岛，对我来说，是不成问题的，应当还给你们的。”7月13日，日本多家主流媒体报道了此事。
1964年7月30日，苏方要求将会议地点设置莫斯科。8月15日，曾涌泉提出，若苏方不让步，中方有权采取其他方式解决问题，苏方将此解读为“毛泽东几乎是利用战争做了暗示”。9月2日，苏联《真理报》转载了毛泽东与日本社会党人士会谈的内容并配有评论，从而进一步刺激了毛泽东。 8月19日，赫鲁晓夫在苏共中央主席团会议上发表讲话，曾6月达成的协议和毛泽东7月10日谈话是“令人憎恶的文件和建议”。 8月22日，苏联代表团回国。9月15日，赫鲁晓夫在与日本代表团会面时说：“中国各个朝代的帝王，是不逊色于俄国沙皇的掠夺者。如果谁把战争强加于我们的话，那么，我们将会全力以赴地与其战斗。我们拥有足够有力的、可以说是无可限量的战争武器。”毛泽东于是表示要准备防止苏联入侵的战争，9月到11月，总参战役勘察组前往华北、东北和西北地区做战役勘察，尤其勘查了苏联入侵东北时的进攻路线。

### 赫鲁晓夫下台后

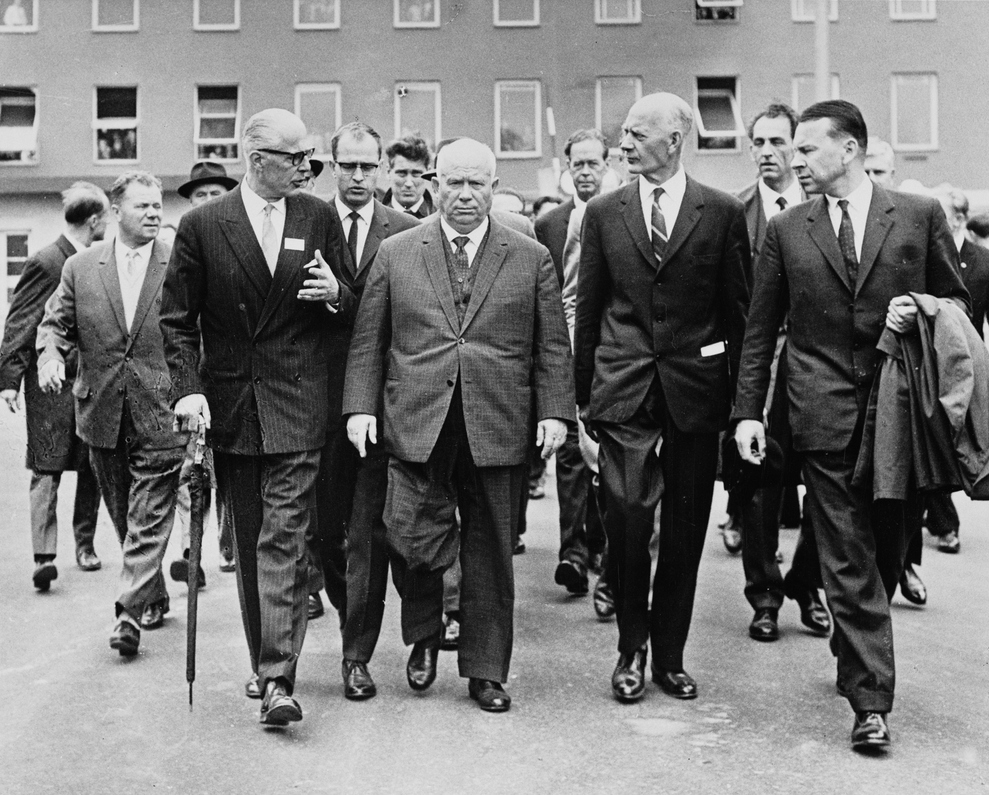
1964年7月，赫鲁晓夫访问挪威，不久后便下台。

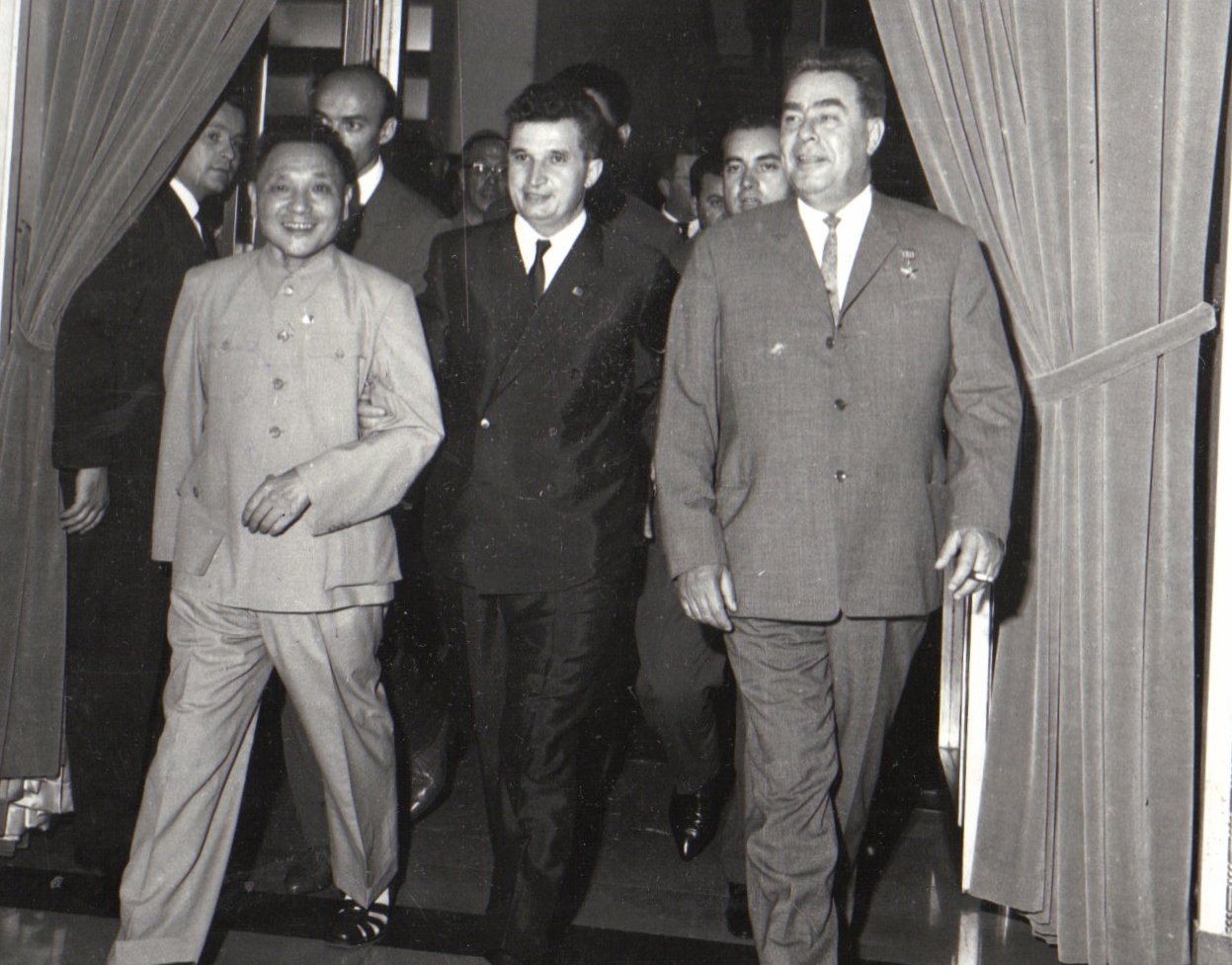
1965年7月，邓小平、齐奥塞斯库、勃列日涅夫参加罗马尼亚共产党第九届代表大会。

中苏论战白热化后，中共原本计划连发“十评”文章，但未料到《九评》发出后，1964年10月中旬赫鲁晓夫突然下台，中共中央主席毛泽东连续召开中共中央政治局会议。此时中共对赫鲁晓夫下台的真实原因以及苏联新任领导人勃列日涅夫的政策趋向还不清楚，毛遂决定利用“十月革命”四十七周年的契机，派出以国务院总理周恩来为首的代表团前往苏联祝贺，摸清苏共新领导的政治意向，寻求避免中苏彻底决裂的途径。10月16日，中国成功爆炸第一颗原子弹。
与此同时，中共中央以各种方式向苏联传递重修于好的信息：中共中央主席毛泽东、国家主席刘少奇、全国人大常委会委员长朱德、国务院总理周恩来等人联名给苏共新领导人，包括苏共中央第一书记勃列日涅夫、苏联部长会议主席柯西金、最高苏维埃主席团主席米高扬发去贺电，电文公开见报，中国报刊暂停论战，开始正面介绍苏联新的建设成就。1964年11月5日，毛、刘等人再次联名发去节日贺电，7日中国国家主席刘少奇与中共中央书记处总书记邓小平出席了苏联驻华大使馆的国庆招待会，当日《人民日报》发表了《在伟大十月革命旗帜下团结起来》的社论。
1964年11月5日，周恩来、贺龙、康生、伍修权、刘晓、潘自力、乔冠华等一行中国代表团抵达莫斯科，受到柯西金等的欢迎，下榻列宁山政府别墅。稍事休息后代表团开始紧张的活动，礼节性地拜访了苏联各位新领导和各国代表团，并接受回访，利用一切机会与苏联方面接触，传递期望改善关系的信息。11月7日，在苏联政府举行的纪念“十月革命”招待会上，苏联国防部长马利诺夫斯基对贺龙元帅提到“中苏关系所以不好是因为赫鲁晓夫和毛泽东关系不好，我们已经赶走了赫鲁晓夫，也该你们赶走毛泽东了，这样，我们的关系就没有障碍了，可以回到原来的轨道上来了”，并与贺龙发生争吵。随后，中国代表团团长周恩来当即向勃列日涅夫和柯西金提出抗议。勃列日涅夫则解释说马利诺夫斯基喝醉了，酒后胡言。周恩来则认为是酒后吐真言，要求苏方正式道歉。苏共领导人未立即回应。周恩来随即率领代表团全体成员退出宴会厅表示抗议。第二天，勃列日涅夫代表苏共中央向中共中央道歉。而苏中关系因此继续恶化。周恩来一行回来报告苏联并没有改变路线的趋势，中共继续批判苏联执行“没有赫鲁晓夫的赫鲁晓夫路线”。
1965年2月，柯西金访问越南时取道中国北京，协调双方援越抗美的立场、争取和平解决越南问题，但与毛泽东发生争论。

## 军事对峙及冲突

### 1960年代中后期：冲突升级

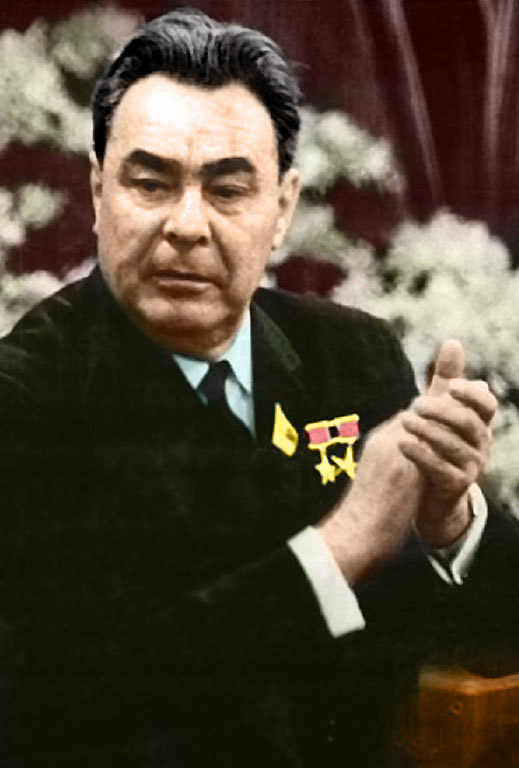
苏共总书记勃列日涅夫主政苏联期间，中苏军事对峙和冲突达到顶峰。

1966年1月，苏联和蒙古达成具有军事同盟性质的《苏蒙友好合作互助条约》，苏军帮助蒙古的南方边防，并在那里驻军（达兰扎尔嘎朗、宗巴音）。1966年5月，中国大陆“文化大革命”开始后，毛泽东号召“反苏修”，红卫兵多次前往當時的苏联驻中國大使馆抗议示威，甚至发生暴力事件。苏联方面也出版了大量宣传资料批判文革和毛泽东，当时苏联和东欧共产主义国家的一些刊物上，把毛泽东在天安门城楼上接见红卫兵同当年希特勒向数十万支持者发表演讲相提并论。
虽然中苏没有断交，但除了中国允许苏联经中国给越南战争中的北越运输物资之外，两国关系彻底冻结。1967年1月，發生莫斯科紅場中國留歐學生被毆打事件，导致中苏关系进一步的恶化。1967年6月，中国第一颗氢弹空爆试验成功，西方舆论普遍认为氢弹实验是针对华约集团的核威胁的一次重大反击。
与此同时，中苏边界冲突加剧，1967年冬至1968年初，中蘇邊界發生“七里沁島事件”：1967年11月底，中苏军人在珍宝岛北面不远的七里沁岛发生争斗，中方伤100多人、苏军伤10人左右，至1968年1月5日，苏军又出动装甲车轧死、撞死中国渔民数人。据中国大陆官方统计，从1960年至1969年，由苏方挑起的各种边境事件达五千多起，其中1964年10月至1969年3月，双方的边界纠纷达4189起、比1960年至1964年期间增加了一倍半。
1968年，苏联在新疆附近大量增兵，而此前在1961年时，苏联在那里有12个不满员的師和两百架飞机，在1968年增至25个师、1200架飞机、200枚导弹。1968年8月，苏军入侵捷克斯洛伐克镇压布拉格之春，中国把苏联称作“社会帝国主义”、“苏修叛徒集团”。1968年10月，與蘇聯克格勃有關的《伦敦晚间新闻》記者维克多·路易斯到台灣祕密訪問十天，路易斯見到中華民國國防部部長蔣經國，提出蘇聯想與台灣聯合進攻中国大陸的想法。

### 1960年代末：核战边缘

1969年4月，毛泽东与林彪参加中国共产党第九次全国代表大会。

1969年3月，中苏双方在乌苏里江的珍宝岛发生大规模武装冲突，史称“珍宝岛事件”。虽然最後中國獲勝，並开始大规模修建人防工事，但苏联考虑对中国进行报复。珍宝岛事件后，苏共中央总书记勃列日涅夫、苏联部长会议主席柯西金等人曾尝试与毛泽东电话沟通，但被中方接线员辱骂为“苏修”后挂断。中共方面则号召广泛开展“深挖洞、广积粮、不称霸”的全国性战备运动，同时秘密筹备中共第九次全国代表大会，随后于1969年4月召开，备战苏联成为重要议题，林彪则在大会上被认定为毛泽东的接班人。与此同时，1969年4、5月間，苏联方面的維克多·路易斯紧急要求中华民国台灣提出所需武器的清單，结盟进攻中国大陆，6月路易斯又急邀台灣指派人員赴歐洲聯絡，並稱一旦戰事開始，不便聯絡，希望台灣在下次會見時開出所需軍備清單。8月13日，中苏双方在新疆的铁列克提发生大规模武装冲突，即“铁列克提事件”，中方的主阵地人员几乎全部阵亡，共28人、包括3名记者。
根据中、美以及苏联方面已解密的档案和官员回忆，苏联高层一度考虑对中国进行包括核打击在内的军事行动。时任苏联国防部长格列奇科元帅、部长助理崔可夫元帅等军方强硬派主张使用核武器；据苏联外交官、联合国高级官员阿尔卡季·舍甫琴科的回忆，以及其它资料记载，格列奇科元帅提议无限制使用几百万吨级的核弹头“一劳永逸地消除中国威胁”。苏联向远东地区的中苏、中蒙边界大量增兵，“陈兵百万”，同时告知东欧盟友可能对中国大陆进行包括核打击在内的军事行动，并向美国、意大利等国家试探对中国核设施发动“外科手术式”突然袭击的可能性。

据美国国务院解密档案，1969年8月18日，苏联驻美国大使馆的高阶官员在华盛顿的一场午餐会上，试探性地提出苏联对中国核设施进行攻击的想法。8月20日，苏联驻美大使阿纳托利·多勃雷宁奉命在美国华盛顿紧急约见美国总统国家安全事务助理基辛格，向他通报了苏联准备对中国实施核打击的意图。8月21日，美国国务院向美国驻香港、伦敦、莫斯科、巴黎、新德里、东京的大使馆或领事馆发出机密电报，预警苏联可能将对中国采取军事行动，同时预警苏联已经在军事、政治、外交等各方面采取了一系列广泛措施，已经允许他们展开各类军事行动。美国政府随即将消息披露给美国媒体，8月28日起《华盛顿邮报》、《华盛顿明星报》等媒体对此进行了报道，其中一篇题为《苏联欲对中国做外科手术式核打击》的报道提到：
据可靠消息，苏联欲动用中程弹道导弹，携带几百万吨当量的核弹头，对中国的重要军事基地——酒泉、西昌发射基地、罗布泊核试验基地，以及北京、长春、鞍山等重要工业城市进行外科手术式的核打击。

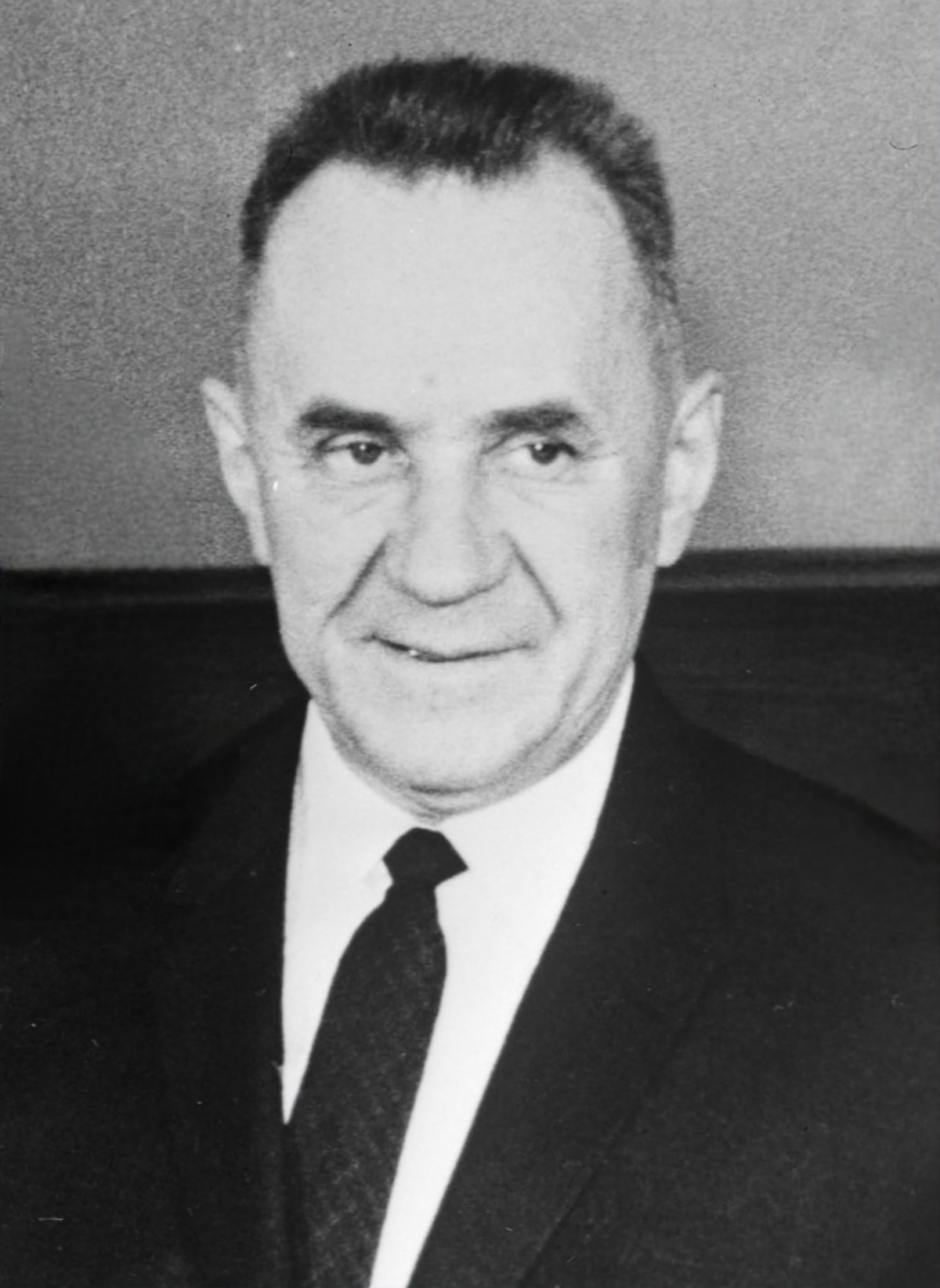
时任苏联部长会议主席柯西金

文章立即在全世界引起强烈反响，中国则对苏联可能的军事行动表示出了深切的担忧，面临自成立以来前所未有的战争危机。8月底，美国情报机构监测到苏联空军在远东地区进行了准攻击行为，同时苏共官方报刊《真理报》于8月28日发表文章称，战争一旦爆发，使用现有技术、毁灭性武器以及现代化发射工具，没有一个大陆能够幸免。9月11日，苏联部长会议主席柯西金参加越南劳动党中央委员会主席胡志明的葬礼后路过北京，同中国国务院总理周恩来举行秘密会晤，双方关系略有缓和，但危机依旧。9月16日，英国《伦敦晚间新闻》等媒体登载了苏联克格勃人士维克多·路易斯的文章，称苏联可能会对中国新疆罗布泊基地发动空袭。9月23日，中国成功进行首次地下核试验，6天之后又爆炸了一枚当量达300万吨级的氢弹，不久中国将以苏联境内各战略要点为目标的配备氢弹头的地对地导弹增加至50枚。而苏联于9月25日也进行了核试验。9月-12月，位于北京的大批党政机关、主要单位、学校等被紧急疏散到外地，譬如中国科学技术大学迁至安徽合肥。

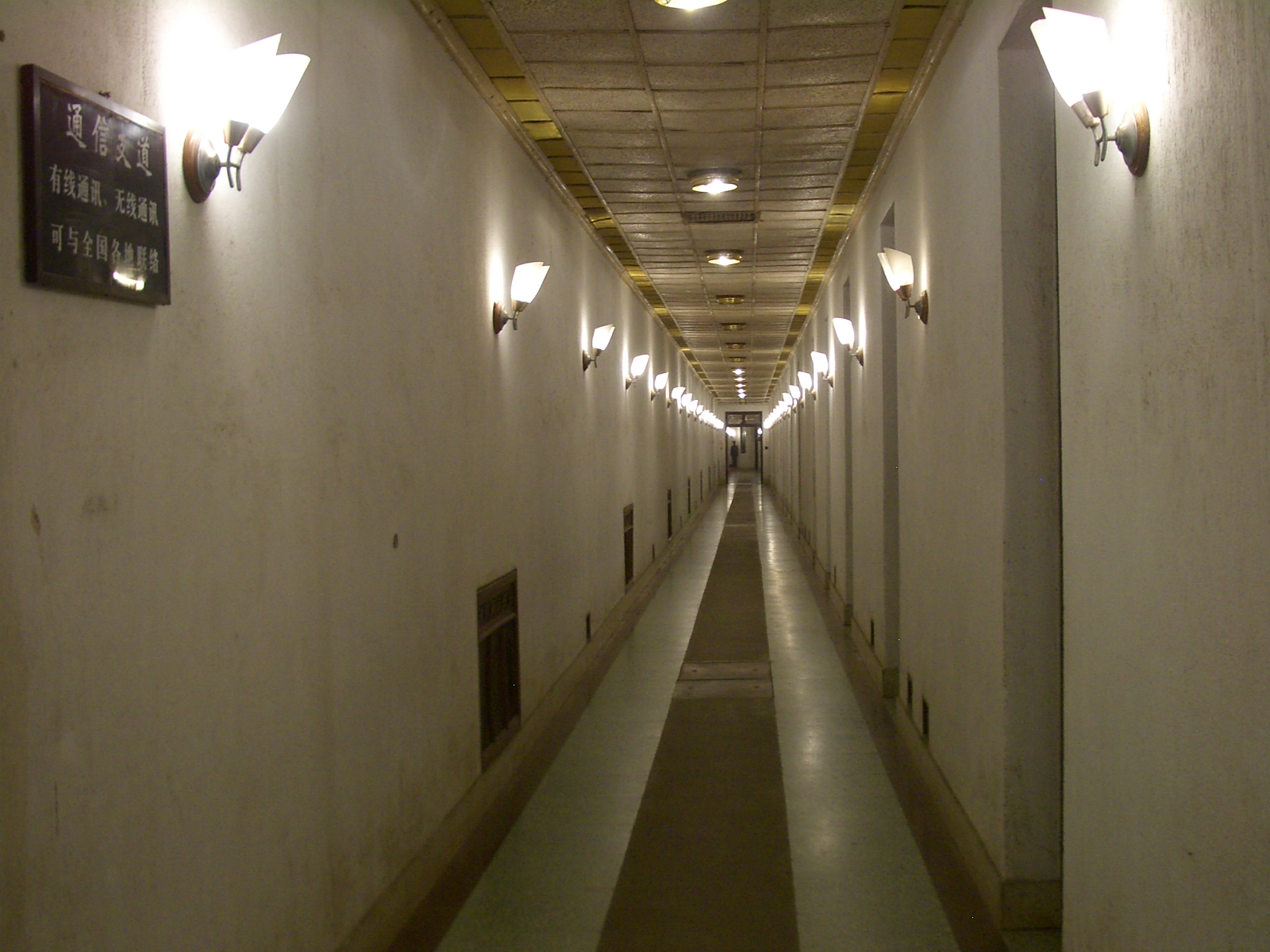
为应对核战，毛泽东下令汪东兴在湖北咸宁为他修建战时住房，俗称“131工程”。

10月1日国庆节期间，为防苏联发动突袭，林彪指示解放军东北、华北、西北各军区及相关军兵种部队进入“一级战备”，至10月3日晚。此后毛泽东收到了最新情报，10月14日，中共中央通知紧急疏散在京党和国家领导人，中央政治局会议决定，为了防范苏联利用谈判之机进行军事袭击，立即开始加强战备，要求10月20日以前在京的老同志全部战备疏散（直至1971年林彪“九一三事件”后才返回北京）。毛泽东本人前往湖北武汉（直至1970年4月），作为毛泽东接班人的林彪前往江苏苏州，周恩来留京主持全面工作，中共中央、中央军委、国务院核心机构迁往北京西山地下防核地堡，维持日常运转。10月17日，林彪下令全军进入紧急战备状态、18日《第一号号令》发布，命令部队94万余人、4000余架飞机、600余艘舰艇从基地疏散，并将大量档案从北京秘密转移至西南地区存放，全国上下都处于临战状态。
与此同时，10月15日，基辛格告知苏联驻美国大使多勃雷宁，美国总统已签署了一份密令，当苏联向中国发射第一个导弹的同时，美国将对苏联130多个城市和军事基地实施核打击。美国政府官方事后确认，1969年10月华盛顿命令军方秘密进行了“参谋长联席会议战备测试”，亚太地区美军处于“全面戒备状态”，战略空军司令部置于核戒备状态，执行“巨枪行动”的18架美军B-52轰炸机装载核弹头飞越阿拉斯加北部驶向苏联，而时任美国总统尼克松确曾考虑动用核武器。对此基辛格在其回忆录中写道，美国“稍微提高了自己的可见度，以表明我们不会对这些苏联的威胁无动于衷。”
最终苏联叫停了军事行动，1969年10月20日，中苏两国外交部副部长级的边界谈判正式举行，谈判未取得任何进展，但极度紧张的关系有所缓和。此后中苏双方展开了多年的谈判，被称为“马拉松式谈判”。1970年2月中旬，周恩来返回他在中南海的住宅，不久后总参前线指挥部的负责人也回到办公室。1970年4月24日，中央军委发布《关于部队疏散的指示》，允许三北地区（东北、华北、西北）野外露营的数十万部队回到军营，而据研究人员估计，在这个日期的前后，军委批准包括核导弹部队“二炮”在内的各导弹部队恢复经常战备状态。

### 1970年代：军事对峙
1960年代末和1970年代，中苏两国已成为互相最危险的敌人之一。1970年代，中方继续批判苏联“社会帝国主义”和“修正主义”，苏联则在中苏、中蒙边境的陈兵一度达到1969年时的两倍（据估计苏方总兵力达100万-120万，中方总兵力最高达150万-160万），1973年苏联还调整了中苏边境军事力量的重新部署作战能力，确保中苏边境上的部队与苏联驻欧洲部队处于相同的作战水平。为形成针对中国的包围圈，苏联还增加了在太平洋和印度洋海域的海军力量，并首次装备了核潜艇，使其有能力从日本海直逼中国黄海和东海，对中国实施封锁和登陆作战。此外，苏联还在亚洲新增了35个导弹基地，其中洲际导弹基地10个、中程导弹基地25个，这些基地的大部分目标都对准了中国大陆。

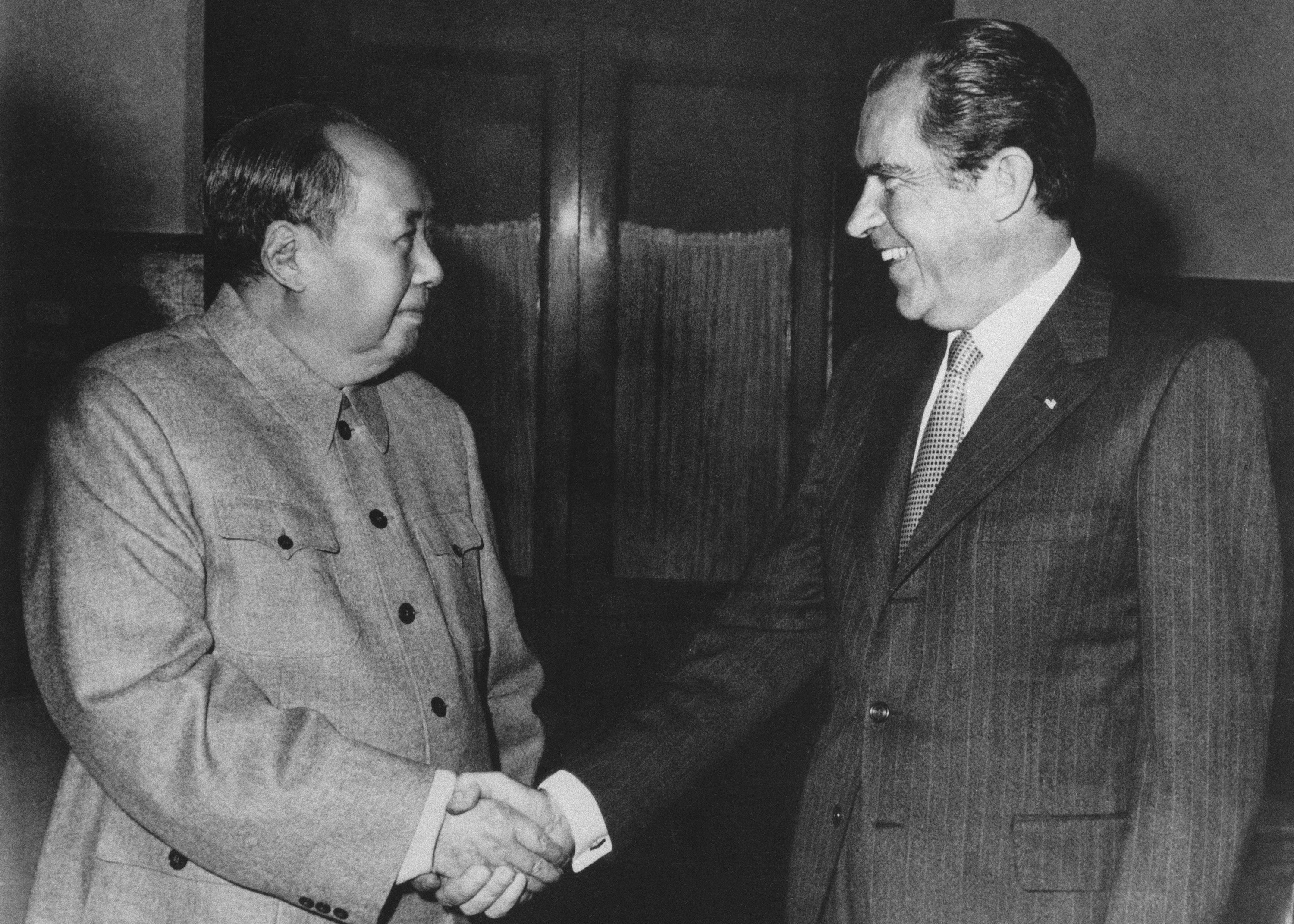
1972年2月，时任美国总统尼克松访华，与毛泽东会面。

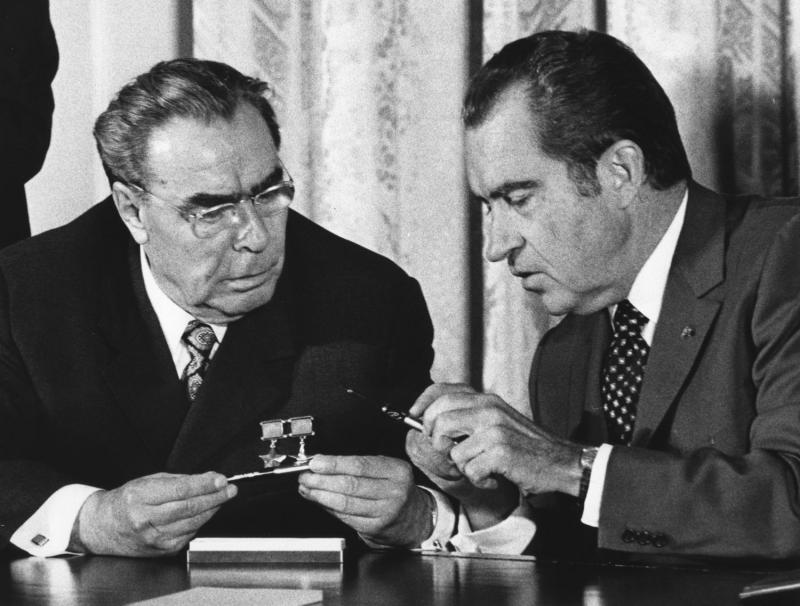
1973年6月，苏联领导人勃列日涅夫与美国总统尼克松会面。

中国大陆则迅速与美国关系破冰，1970年12月毛泽东通过美国记者埃德加·斯诺向时任美国总统尼克松转达访问北京的邀请，并希望斯诺转达其对尼克松的称赞“你是好人！世界第一个好人！”。此后中方与西方阵营国家出现建交潮：1971年4月中美进行“乒乓外交”、7月时任美国总统国家安全事务助理基辛格秘密访华，1972年2月时任美国总统尼克松访华，同年中华人民共和国与英国、日本、联邦德国、澳大利亚等西方阵营国家相继建交。苏联闻讯之后也和尼克松展开峰会，1972年5月，尼克松成为第一位对苏联进行正式访问的美国总统，并与苏共总书记勃列日涅夫在莫斯科共同签署了《反弹道导弹条约》、《战略武器限制条约》（第一轮限制战略武器谈判）。面对苏联的扩张和核威胁，毛泽东在1973年2月会见美国总统特使基辛格、1974年1月日本外务大臣大平正芳时，提出了“一条线、一大片”的构想，即美国、日本、中国、巴基斯坦、伊朗、土耳其和西欧结成准联盟，共同对付苏联的扩张势头。其中1973年在与基辛格的会晤中，毛泽东说到：
你们的总统坐在这里讲的（手指基辛格的座位），我们两家出于需要，所以就这样，（把两只手握在一起）HAND-IN-HAND（手携手）。... 只要目标相同，我们也不损害你们，你们也不损害我们，共同对付一个王八蛋。
在1975年美国和越南之间的战争停止之后，中南半岛上的越南、老挝站在苏联一边，1978年11月3日苏联与越南签订了带有军事援助性质的《苏越友好合作条约》，而中国则支持柬埔寨的“红色高棉”政权。1976年9月毛泽东逝世之后，中苏的冲突主要表现在国际上国家利益之间的冲突。1978年12月，在苏联支持下，越南入侵柬埔寨，亲中的红色高棉政权迅速垮台。为此，邓小平于1979年1月在中美建交后立即访美，告知时任美国总统吉米·卡特中方进攻越南的意图（卡特劝阻无果），确保美国不会同苏联站在同一阵线，随后于2月中旬发动了为期一个月的对越战争。苏联及绝大多数东欧国家甚至联合国人权委员会对中国表示谴责，但苏联并未诉诸武力，亚洲大部分国家如日本、印度和蒙古等国也均要求中国撤军，仅朝鲜和新加坡支持中国。
1979年9月至11月，在苏联莫斯科举行了中苏国家关系的谈判，这是自1964年以来中国派往苏联的第一个高级代表团，但由于双方立场尖锐对立，谈判没有取得进展。1979年底，苏联入侵阿富汗，中方强烈谴责，并同美国、巴基斯坦联盟支持阿富汗的伊斯兰抵抗运动。与苏联交好的国家也一并受到中国的排斥，譬如前古巴共产党中央委员会第一书记菲德尔·卡斯特罗就曾被指为“背叛了革命”、“实行法西斯统治”。

## 中苏关系走向缓和
1980年1月，中方宣布，在苏联侵略阿富汗、为两国关系正常化制造新的障碍的情况下，进行中苏国家关系谈判显然是不适宜的，此后两国边界谈判中断9年。1980年，中国宣布《中苏友好同盟互助条约》期满后不再续约。中国还和一些西方国家抵制了在莫斯科举办的1980年夏季奥林匹克运动会。从1965年到1982年，中苏之间人员的来往全部中断，双边的业务交往只限于少许贸易以及每周各自开一班飞机和一趟列车。
1982年，苏共中央总书记勃列日涅夫去世之前不久在塔什干发表演说“塔什干講話”，对中国语气较之前友好，被認為是中蘇解凍的早期訊號。在勃列日涅夫及其两位继任的苏共中央总书记安德羅波夫、契尔年科的葬礼上，邓小平发动了“葬礼外交”，中国分別派出黃華、萬里、李鵬率領的官方代表团与苏方接触。当时以邓小平为首的中共认为中苏关系正常化要苏联解决“三大障碍”：从中苏、中蒙边境撤军；从阿富汗撤军；劝说越南从柬埔寨撤军。
1985年10月9日，邓小平在会见来访的罗马尼亚共产党总书记齐奥塞斯库期间，请他向新近掌权的苏共中央总书记戈尔巴乔夫传话，提出了中苏举行高级会晤的设想，但前提是苏联必须消除“三大障碍”。1986年9月2日，邓小平在接受美国哥伦比亚广播公司邁克·華萊士采访时再次表明這一態度。随着苏军在中苏、中蒙边境的驻扎大幅减少和從阿富汗撤軍，中苏关系得以改善。1989年5月15日至18日，苏共中央总书记戈尔巴乔夫访問北京和上海，两国关系正常化。1989年，“六四事件”爆发，苏联方面不同人士反应不一。1991年5月15日至19日，時任中共中央总书记江泽民回访莫斯科。

## 苏联解體後續
1980年代末东欧剧变，1991年社會主義集團之間的互動浪潮，因為蘇聯解體而結束了，此后分裂成多個新建立的國家。中國與俄羅斯等國先後建立外交關係，但這中間因為有當年歷史因素存在，中國與前述的各個加盟國之間，還尚待解決並取得共識。
1993年，中俄双方基本解决边境问题；1996年，中国、俄羅斯及四个位於中亞的前苏联加盟共和国哈薩克斯坦、吉爾吉斯斯坦、塔吉克斯坦、烏茲別克斯坦元首開會，形成上海合作组织的雛形；在葉利欽和普京兩位總統先後訪華之後，中俄宣佈建立“戰略協作夥伴關係”。
2001年，中俄签订《中俄睦邻友好合作条约》。2005年，中俄举行第一次合作军事演习。2008年10月14日，俄罗斯将半个黑瞎子岛归还中国，官方宣布两国边境问题“彻底解决”。21世紀以來，由于国际地缘政治气候的变化，東歐各前蘇聯衛星國與中國，中俄两国关系，加盟國之間關係，均日益密切。中国的注意力集中在臺灣問題、南海问题和中印边境问题上，而俄罗斯则重点关注北约东扩和境内恐怖组织及分离主义势力。然而在2013年俄羅斯因烏克蘭危機而在2014年出兵克里米亞後，俄羅斯與北約、歐盟和美國的關係迅速惡化。同時2016年唐納·川普當選美國總統後，對中國發動貿易戰，並同時擴展到科技戰、外交戰等，加上中共中央總書記習近平指示中國外交官發起「戰狼外交」，造成中美關係也迅速惡化。因此有部分人形容目前的局勢為第二次冷戰前的世界局勢。然而也因為該局勢，中俄關係得到了自中蘇交惡以後飛躍般地發展，並為未來可能的第二次冷戰結盟打下了一定的基礎。